# إف إن بي 90 (سلاح)
اف ان بي 90 (بالإنجليزية:FN P90) هو سلاح فردي شخصي دفاعي خفيف من النوع الرشاش، يمتلكه جنود المشاة والجنود الذين على الدبابات، تم تصميمه في بلجيكا في الفترة ما بين العام 1986 م-1990 م وأنتج سنة 1990 م ودخل في الخدمة سنة 1991 م، ويستخدم في 40 دولة، يمتاز هذا النوع من الأسلحة بخفة حمله وسرعة طلقاته ومخزن ذخيرته (المشط) الغني بالذخيرة.

## مـواصـفـاته
وزن السلاح: 2.6 كجم.
عدد الطلقات: 900 في الدقيقة.
المدى الفعَال: 200 متر, 660 قدم.
أقصى مدى: 1800 متر, 5900 قدم.
الـحروب الـتي اسـتـخـدم فـيـهـا سـلاح آلاف ان بي 90:-
حرب الخليج، حرب أفغانستان، حرب العراق، حرب عصابات المخدرات في المكسيك، الثورة الليبية.

## وصلات خارجية
- الموقع الرسمي
- الموقع الرسمي
 — FNH USA
- PS90 Owner's Manual
- Experiences with the FN P90 — Tactical Response
- FN PS90 5.7mm Carbine — Law & Order

مقاطع فيديو
- Official P90 promotional video على يوتيوب
- Official PS90 promotional video
- PS90 disassembly video
- American Rifleman FN 5.7×28mm weapons video على يوتيوب

قالب:وصلات قليلة الاقتباس